# Johanna Maria van Dort
Johanna Maria van Dort (21 augustus 1922 – 5 februari 1995) was een Nederlandse schrijfster en dichteres. Zij publiceerde onder andere onder het pseudoniem Maaike Khylash.
Van Dort begon in 1955 in de Rotterdamse vestiging van de Bijenkorf met het schrijven van Sinterklaasgedichten voor klanten. Zij schreef tevens een vijftal kinderboekjes over het meisje Marleentje. In 1990 publiceerde ze onder de naam Jona M. Bajramović-van Dort het boek Impressies uit de Kosovo.
Van Dort was getrouwd en had zeven kinderen.
- Nederlandse Thesaurus van Auteursnamen: 071316728
- Virtual International Authority File: 288864256